# Paulo de Faria (ort)
Paulo de Faria är en ort i Brasilien.   Den ligger i kommunen Paulo de Faria och delstaten São Paulo, i den sydöstra delen av landet, 500 km söder om huvudstaden Brasília. Paulo de Faria ligger 465 meter över havet och antalet invånare är 8 589.
Terrängen runt Paulo de Faria är platt. Paulo de Faria är det största samhället i trakten.
Omgivningarna runt Paulo de Faria är en mosaik av jordbruksmark och naturlig växtlighet. Runt Paulo de Faria är det glesbefolkat, med 11 invånare per kvadratkilometer.